# Эстлунд, Элин
Элин Эстлунд (швед. Elin Östlund; род. 14 февраля 1991 года) — шведская легкоатлетка, специализирующаяся в спринте. Чемпионка Швеции 2017 года в беге на 200 метров. Чемпионка Швеции в помещении 2017 года в беге на 60 метров.

## Биография
Элин Эстлунд родилась 14 февраля 1991 года. Начала заниматься лёгкой атлетикой во время учёбы в младших классах средней школы. Параллельно до 19 лет занималась танцами.
Дебютировала на международной арене в 2009 году на чемпионат Европы среди юниоров в Сербии.
С 2013 года периодически выступает за легкоатлетическую сборную Швеции в эстафете на дистанции 4×100 м.
С 2010 по 2019 год Элин была многократным призёром чемпионатов Швеции на различных дистанциях. На национальных и региональных соревнованиях представляет клуб «KFUM Örebro».
Участвовала в ряде соревнований Бриллиантовой лиги IAAF.

## Основные результаты
| Год  | Соревнования                    | Место проведения       | Дисциплина   | Место   | Результат |
| ---- | ------------------------------- | ---------------------- | ------------ | ------- | --------- |
| 2009 | Чемпионат Европы среди юниоров  | Нови-Сад, Сербия       | 200 м        | 23 (кв) | 24,89     |
| 2013 | Чемпионат Европы среди молодёжи | Тампере, Финляндия     | эст. 4×100 м | 6       | 44,79     |
| 2015 | Чемпионат Европы в помещении    | Прага, Чехия           | 60 м         | 24 (пф) | 7,42      |
| 2016 | Чемпионат Европы                | Амстердам, Нидерланды  | эст. 4×100 м | 11 (пф) | 44,27     |
| 2017 | Чемпионат Европы в помещении    | Белград, Сербия        | 60 м         | 17 (пф) | 7,42      |
| 2018 | Чемпионат Европы                | Берлин, Германия       | эст. 4×100 м | 15 (пф) | 44,51     |
| 2019 | Чемпионат Европы в помещении    | Глазго, Великобритания | 60 м         | 31 (кв) | 7,44      |